# Canton d'Essômes-sur-Marne
Le canton d'Essômes-sur-Marne est une circonscription électorale française du département de l'Aisne, créée par le décret du 21 février 2014 et entrant en vigueur lors des élections départementales de 2015.

## Histoire
Un nouveau découpage territorial de l'Aisne entre en vigueur en mars 2015, défini par le décret du 21 février 2014, en application des lois du 17 mai 2013 (loi organique 2013-402 et loi 2013-403). Les conseillers départementaux sont, à compter de ces élections, élus au scrutin majoritaire binominal mixte. Les électeurs de chaque canton élisent au Conseil départemental, nouvelle appellation du Conseil général, deux membres de sexe différent, qui se présentent en binôme de candidats. Les conseillers départementaux sont élus pour 6 ans au scrutin binominal majoritaire à deux tours, l'accès au second tour nécessitant 12,5 % des inscrits au premier tour. En outre la totalité des conseillers départementaux est renouvelée. Ce nouveau mode de scrutin nécessite un redécoupage des cantons dont le nombre est divisé par deux avec arrondi à l'unité impaire supérieure. 
Dans l'Aisne, le nombre de cantons passe ainsi de 42 à 21. Le canton d'Essômes-sur-Marne fait partie des huit nouveaux cantons du département, les treize autres cantons portant la dénomination d'un ancien canton, mais avec des limites territoriales différentes. 
Il regroupe les cantons de Charly-sur-Marne, de Condé-en-Brie et les communes d'Essômes-sur-Marne, de Nogentel, de Marigny-en-Orxois, de Bonneil, et d'Azy-sur-Marne, faisant partie auparavant du canton de Château-Thierry. Veuilly-la-Poterie, commune de l'ancien canton de Neuilly-Saint-Front est aussi adjoint à ce nouveau canton. Le bureau centralisateur est fixé à Essômes-sur-Marne.
Le 1er janvier 2016, 7 communes du canton décident de se regrouper pour former 2 communes nouvelles. Artonges, La Celle-sous-Montmirail, Fontenelle-en-Brie et Marchais-en-Brie fusionnent pour créer la commune de Dhuys et Morin-en-Brie. Les communes de Baulne-en-Brie, de La Chapelle-Monthodon et de Saint-Agnan se regroupent et forment la commune de Vallées en Champagne. Le canton passe alors de 52 à 47 communes.

## Représentation
| Période élective | Période élective | Mandat | Mandat   | Identité         | Nuance | Nuance | Qualité                                                                                                 |
| ---------------- | ---------------- | ------ | -------- | ---------------- | ------ | ------ | --- |
| 2015             | 2021             | 2015   | 2021     | Georges Fourré   |        | DVG    | Premier adjoint au maire de Charly-sur-Marne jusqu'en 2020 5eme Vice-Président du Conseil départemental |
| 2015             | 2021             | 2015   | 2021     | Anne Maricot     |        | DVG    | Employée - Maire de Jaulgonne                                                                           |
| 2021             | 2028             | 2021   | en cours | Dominique Duclos |        | DVG    | Cadre de la fonction publique Maire de Nogent-l'Artaud                                                  |
| 2021             | 2028             | 2021   | en cours | Anne Maricot     |        | DVG    | Employée - Maire de Jaulgonne 9ème Vice-Présidente (Autonomie, Grand âge et Handicap)                   |

### Résultats détaillés

#### Élections de mars 2015
À l'issue du premier tour des élections départementales de 2015, trois binômes sont en ballottage : Stéphane Muller et Andrée Orengo (FN, 39,72 %), Georges Fourré et Anne Maricot (Union de la Gauche, 25,61 %) et Elisabeth Clobourse et Eric Mangin (Union de la Droite, 25,04 %). Le taux de participation est de 53,3 % (10 657 votants sur 19 996 inscrits) contre 53,32 % au niveau départemental et 50,17 % au niveau national.
Au second tour, Georges Fourré et Anne Maricot (Union de la Gauche) sont élus Conseillers départementaux de l'Aisne avec 52,08 % des suffrages exprimés et un taux de participation de 54,54 % (5 144 voix pour 10 906 votants et 19 997 inscrits).

#### Élections de juin 2021
Le premier tour des élections départementales de 2021 est marqué par un très faible taux de participation (33,26 % au niveau national). Dans le canton d'Essômes-sur-Marne, ce taux de participation est de 30,31 % (6 128 votants sur 20 221 inscrits) contre 34,94 % au niveau départemental. À l'issue de ce premier tour, deux binômes sont en ballottage : Dominique Duclos et Anne Maricot (DVG, 35,26 %) et Mireille Chevet et Jean Claude Richir (RN, 30,2 %).
Le second tour des élections est marqué une nouvelle fois par une abstention massive équivalente au premier tour. Les taux de participation sont de 34,3 % au niveau national, 34,65 % dans le département et 30,96 % dans le canton d'Essômes-sur-Marne. Dominique Duclos et Anne Maricot (DVG) sont élus avec 62 % des suffrages exprimés (3 607 voix pour 6 261 votants et 20 220 inscrits),.

## Composition
Le canton d'Essômes-sur-Marne est composé de 47 communes.
| Nom                                       | Code Insee | Intercommunalité                   | Superficie (km2) | Population (dernière pop. légale) | Densité (hab./km2) | Modifier                                    |
| ----------------------------------------- | ---------- | ---------------------------------- | ---------------- | --------------------------------- | ------------------ | ------------------------------------------- |
| Essômes-sur-Marne (bureau centralisateur) | 02290      | CA de la Région de Château-Thierry | 28,55            | 2 698 (2022)                      | 95                 | modifier les données · modifier les données |
| Azy-sur-Marne                             | 02042      | CA de la Région de Château-Thierry | 2,78             | 370 (2022)                        | 133                | modifier les données · modifier les données |
| Barzy-sur-Marne                           | 02051      | CA de la Région de Château-Thierry | 7,55             | 399 (2022)                        | 53                 | modifier les données · modifier les données |
| Bézu-le-Guéry                             | 02084      | CC du canton de Charly-sur-Marne   | 11,10            | 250 (2022)                        | 23                 | modifier les données · modifier les données |
| Bonneil                                   | 02098      | CA de la Région de Château-Thierry | 2,11             | 376 (2022)                        | 178                | modifier les données · modifier les données |
| Celles-lès-Condé                          | 02146      | CA de la Région de Château-Thierry | 3,91             | 94 (2022)                         | 24                 | modifier les données · modifier les données |
| La Chapelle-sur-Chézy                     | 02162      | CC du canton de Charly-sur-Marne   | 7,90             | 299 (2022)                        | 38                 | modifier les données · modifier les données |
| Charly-sur-Marne                          | 02163      | CC du canton de Charly-sur-Marne   | 20,52            | 2 584 (2022)                      | 126                | modifier les données · modifier les données |
| Chartèves                                 | 02166      | CA de la Région de Château-Thierry | 8,76             | 358 (2022)                        | 41                 | modifier les données · modifier les données |
| Chézy-sur-Marne                           | 02186      | CC du canton de Charly-sur-Marne   | 22,43            | 1 308 (2022)                      | 58                 | modifier les données · modifier les données |
| Condé-en-Brie                             | 02209      | CA de la Région de Château-Thierry | 4,56             | 658 (2022)                        | 144                | modifier les données · modifier les données |
| Connigis                                  | 02213      | CA de la Région de Château-Thierry | 5,46             | 318 (2022)                        | 58                 | modifier les données · modifier les données |
| Coupru                                    | 02221      | CC du canton de Charly-sur-Marne   | 7,82             | 159 (2022)                        | 20                 | modifier les données · modifier les données |
| Courboin                                  | 02223      | CA de la Région de Château-Thierry | 14,07            | 301 (2022)                        | 21                 | modifier les données · modifier les données |
| Courtemont-Varennes                       | 02228      | CA de la Région de Château-Thierry | 5,98             | 353 (2022)                        | 59                 | modifier les données · modifier les données |
| Crézancy                                  | 02239      | CA de la Région de Château-Thierry | 7,06             | 1 193 (2022)                      | 169                | modifier les données · modifier les données |
| Crouttes-sur-Marne                        | 02242      | CC du canton de Charly-sur-Marne   | 4,33             | 607 (2022)                        | 140                | modifier les données · modifier les données |
| Dhuys et Morin-en-Brie                    | 02458      | CA de la Région de Château-Thierry | 40,03            | 825 (2022)                        | 21                 | modifier les données · modifier les données |
| Domptin                                   | 02268      | CC du canton de Charly-sur-Marne   | 4,56             | 638 (2022)                        | 140                | modifier les données · modifier les données |
| L'Épine-aux-Bois                          | 02281      | CC du canton de Charly-sur-Marne   | 12,37            | 245 (2022)                        | 20                 | modifier les données · modifier les données |
| Essises                                   | 02289      | CC du canton de Charly-sur-Marne   | 7,31             | 412 (2022)                        | 56                 | modifier les données · modifier les données |
| Jaulgonne                                 | 02389      | CA de la Région de Château-Thierry | 1,78             | 669 (2022)                        | 376                | modifier les données · modifier les données |
| Lucy-le-Bocage                            | 02443      | CC du canton de Charly-sur-Marne   | 7,75             | 212 (2022)                        | 27                 | modifier les données · modifier les données |
| Marigny-en-Orxois                         | 02465      | CC du canton de Charly-sur-Marne   | 15,56            | 527 (2022)                        | 34                 | modifier les données · modifier les données |
| Mézy-Moulins                              | 02484      | CA de la Région de Château-Thierry | 4,48             | 551 (2022)                        | 123                | modifier les données · modifier les données |
| Montfaucon                                | 02505      | CC du canton de Charly-sur-Marne   | 15,36            | 208 (2022)                        | 14                 | modifier les données · modifier les données |
| Monthurel                                 | 02510      | CA de la Région de Château-Thierry | 3,86             | 137 (2022)                        | 35                 | modifier les données · modifier les données |
| Montigny-lès-Condé                        | 02515      | CA de la Région de Château-Thierry | 4,77             | 50 (2022)                         | 10                 | modifier les données · modifier les données |
| Montlevon                                 | 02518      | CA de la Région de Château-Thierry | 22,65            | 289 (2022)                        | 13                 | modifier les données · modifier les données |
| Montreuil-aux-Lions                       | 02521      | CC du canton de Charly-sur-Marne   | 12,99            | 1 328 (2022)                      | 102                | modifier les données · modifier les données |
| Nogent-l'Artaud                           | 02555      | CC du canton de Charly-sur-Marne   | 23,99            | 2 089 (2022)                      | 87                 | modifier les données · modifier les données |
| Nogentel                                  | 02554      | CA de la Région de Château-Thierry | 6,93             | 1 106 (2022)                      | 160                | modifier les données · modifier les données |
| Pargny-la-Dhuys                           | 02590      | CA de la Région de Château-Thierry | 12,66            | 172 (2022)                        | 14                 | modifier les données · modifier les données |
| Passy-sur-Marne                           | 02595      | CA de la Région de Château-Thierry | 3,71             | 139 (2022)                        | 37                 | modifier les données · modifier les données |
| Pavant                                    | 02596      | CC du canton de Charly-sur-Marne   | 5,43             | 755 (2022)                        | 139                | modifier les données · modifier les données |
| Reuilly-Sauvigny                          | 02645      | CA de la Région de Château-Thierry | 6,54             | 213 (2022)                        | 33                 | modifier les données · modifier les données |
| Romeny-sur-Marne                          | 02653      | CC du canton de Charly-sur-Marne   | 4,23             | 466 (2022)                        | 110                | modifier les données · modifier les données |
| Rozoy-Bellevalle                          | 02664      | CA de la Région de Château-Thierry | 6,79             | 120 (2022)                        | 18                 | modifier les données · modifier les données |
| Saint-Eugène                              | 02677      | CA de la Région de Château-Thierry | 6,75             | 234 (2022)                        | 35                 | modifier les données · modifier les données |
| Saulchery                                 | 02701      | CC du canton de Charly-sur-Marne   | 2,63             | 695 (2022)                        | 264                | modifier les données · modifier les données |
| Trélou-sur-Marne                          | 02748      | CA de la Région de Château-Thierry | 20,35            | 948 (2022)                        | 47                 | modifier les données · modifier les données |
| Vallées en Champagne                      | 02053      | CA de la Région de Château-Thierry | 41,24            | 590 (2022)                        | 14                 | modifier les données · modifier les données |
| Vendières                                 | 02777      | CC du canton de Charly-sur-Marne   | 12,36            | 129 (2022)                        | 10                 | modifier les données · modifier les données |
| Veuilly-la-Poterie                        | 02792      | CC du canton de Charly-sur-Marne   | 7,54             | 155 (2022)                        | 21                 | modifier les données · modifier les données |
| Viels-Maisons                             | 02798      | CC du canton de Charly-sur-Marne   | 21,44            | 1 199 (2022)                      | 56                 | modifier les données · modifier les données |
| Viffort                                   | 02800      | CA de la Région de Château-Thierry | 9,83             | 314 (2022)                        | 32                 | modifier les données · modifier les données |
| Villiers-Saint-Denis                      | 02818      | CC du canton de Charly-sur-Marne   | 7,57             | 1 074 (2022)                      | 142                | modifier les données · modifier les données |
| Canton d'Essômes-sur-Marne                | 0204       |                                    | 518,35           | 28 814 (2022)                     | 56                 | modifier les données                        |

## Démographie
En 2022, le canton comptait 28 814 habitants, en évolution de −1,23 % par rapport à 2016 (Aisne : −1,97 %, France hors Mayotte : +2,11 %).
| 2013   | 2018   | 2022   |
| ------ | ------ | ------ |
| 28 928 | 29 209 | 28 814 |